# Fredrik Kylberg
Fredrik Wilhelm Kylberg, född 11 juni 1877 i Skaraborgs län, död 9 juli 1963, var en svensk kapten, målare och driftschef vid Vattholma bruk.
Fredrik Kylberg var son till kontorschefen Gustaf Henrik Kylberg och friherrinnan Elionora Gustava von Essen samt från 1906 gift med Ida Kristina Nilsson.  Han var bror till Henrik Kylberg, Carl Kylberg, Ulla Rinman och Erik Kylberg. Han studerade konst en kortare tid vid Althins målarskola men var huvudsakligen autodidakt med visst stöd från konstnärliga släktingar. Separat ställde han ut några gånger i Uppsala. Bland hans offentliga arbeten märks fondväggmålningen Lapporten på Nalen i Stockholm. Kylberg är begravd på Solna kyrkogård.